# Pseudopleuronectes americanus
Limande plie rouge
Espèce
Pseudopleuronectes americanus, la Limande plie rouge, est une espèce de poissons de la famille des Pleuronectidae.

## Répartition
On la trouve le long des côtes de l'Atlantique ouest, du Labrador (Canada) à la Géorgie (États-Unis). Elle est présente aux profondeurs comprises entre 5 et 143 m.

## Description
Pseudopleuronectes americanus peut mesurer jusqu'à 64 cm pour un poids maximal de 3,6 [kg. Son espérance de vie pourrait atteindre 14 ans.

## Alimentation
Elle se nourrit de crevettes, d'amphipodes, de crabes, d'oursins et d'escargots.